# Давление звукового излучения
Не следует путать давление звукового излучения со звуковым давлением.
Звукового излучения давление, давление звука — среднее по времени избыточное давление на препятствие, помещённое в звуковое поле. Это давление определяется импульсом, передаваемым волной в единицу времени на единицу площади препятствия.
- При нормальном падении на плоскую поверхность, полностью отражающую звук, давление называется рэлеевским, и определяется формулой: {\displaystyle P={\frac {\gamma +1}{8}}\rho v^{2}=(\gamma +1)E_{k},} где {\displaystyle \rho } — плотность невозмущённой среды, v — амплитуда колебательной скорости частиц в пучности стоячей волны, {\displaystyle E_{k}} — средняя по времени и пространству плотность кинетической энергии звуковой волны, {\displaystyle \gamma } — показатель адиабаты, равный в случае газов отношению {\displaystyle c_{p}/c_{v}} ({\displaystyle c_{v}} и {\displaystyle c_{p}} — теплоёмкости при постоянном давлении и объёме). Давление Рэлея наблюдается, например, в жёсткой трубе, где волну можно считать плоской.
- Давление звукового излучения, создаваемое звуковым пучком или лучом, то есть ограниченной по фронту плоской волной, распространяющейся в безграничной невозмущённой среде, при нормальном падении на полностью отражающую плоскую поверхность называется давлением Ланжевена и определяется формулой {\displaystyle P=\rho v^{2}/4=2E_{k}.}
- Когда средние по времени плотности потенциальной и кинетической энергий равны друг другу, давления Рэлея и Ланжевена пропорциональны плотности полной энергии звуковой волны или интенсивности звука. Давление Ланжевена на частично отражающее твёрдое препятствие равно {\displaystyle P=(1+R^{2})E,} где R — коэффициент отражения по давлению, E — среднее по времени значение плотности полной энергии в падающей волне.
- При нормальном падении звукового пучка на поверхность раздела двух сред эта поверхность испытывает давление звукового излучения, выражаемое формулой {\displaystyle P=2E_{k1}(1+R^{2})-2E_{k2},} где {\displaystyle E_{k1}} и {\displaystyle E_{k2}} — средние по времени значения плотности кинетической энергии падающей волны в первой среде и прошедшей волны во второй среде. Если R=0, то P определяется только плотностью кинетической энергии в обеих средах и не зависит от направления распространения волны относительно границы.

Давление звукового излучения — эффект второго порядка малости; оно мало по сравнению с амплитудой переменного звукового давления {\displaystyle p_{0}.} Например, в воде при интенсивности звука ~ 10 Вт/см² звуковое давление р=3.87⋅105 Па, а давление звукового излучения р=25 Па. В воздухе при интенсивности звука 1 Вт/см², то есть при уровне интенсивности 160 дБ, p≈2⋅103 Па, а P=10 Па.
Звукового излучения давление, действующее на границе раздела двух жидких или жидкой и газообразной сред (атмосферных констант), приводит к импендансу, которое при достаточно плотном отражении от поверхностей усиливает радиосигнал, что многие ошибочно принимают как фонтанирование. Это явление при ультразвуковом распылении жидкостей на самом деле часто называют диэлектрическим импендансом специальных жидкостей (гелей и т. д.). Звукового излучения давления пока только изучается косметологическими компаниями, так как в процессе акустической коагуляции аэрозолей, не учитывается коэффициент полезного действия и опознавания состава жидкости. Давлением звукового излучения пользуются также при определении абсолютного (то есть шумового) значения интенсивности звука с помощью акустического радиометра. В условиях невесомости иногда может применяться для стабилизации предметов в пространстве и перекачки жидкостей.